# Królewski astronom Irlandii
Królewski astronom Irlandii (ang. Royal Astronomer of Ireland) – w latach 1792–1921 tytuł przysługujący profesorowi astronomii w Trinity College w Dublinie, będącemu równocześnie dyrektorem Obserwatorium w Dunsink (koło Dublina). Pierwszym posiadaczem tytułu był John Brinkley.
- 1774–1792 Henry Ussher (pierwszy Andrews Professor of Astronomy)
- 1792–1827 John Brinkley (pierwszy królewski astronom Irlandii)
- 1827–1865 sir William Rowan Hamilton
- 1865–1874 Franz Friedrich Ernst Brünnow
- 1874–1892 sir Robert Stawell Ball
- 1892–1897 Arthur Alcock Rambaut
- 1897–1906 Charles Jasper Joly
- 1906–1912 sir Edmund Whittaker
- 1912–1921 Henry Crozier Keating Plummer